# Carl G. Johansson, porträtt av en vagabond
Carl G. Johansson, porträtt av en vagabond är en svensk dokumentärfilm från 1993 i regi av Mikael Kristersson. Filmen hade biopremiär den 19 mars 1993 på biograf Spegeln i Malmö.
Filmen följer skärsliparen Carl G när han cyklar omkring på den skånska landsbygden i ur och skur. Han slipar knivar åt folk och får en slant som betalning. Filmen berättar också om hans uppväxt och tidigare arbeten runt om i Sverige.